# シェイズ・オブ・トゥ・ワールズ
『シェイズ・オブ・トゥ・ワールズ』（Shades of Two Worlds）は、アメリカ合衆国のロック・バンド、オールマン・ブラザーズ・バンドが1991年に発表したスタジオ・アルバム。再々結成後としては2作目に当たる。

## 背景
セカンド・キーボーディストのジョニー・ニールは短期間で脱退し、バンドは新たにパーカッション奏者のマーク・キニョーネスを迎えた。「カインド・オブ・バード」は、チャーリー・パーカーに捧げられたジャズ的なインストゥルメンタルで、ウォーレン・ヘインズとアレン・ウッディは、サイド・プロジェクトのガヴァメント・ミュールのライブでも、この曲を演奏した。

## 反響
アメリカでは17週にわたりBillboard 200入りし、1991年8月10日に最高85位を記録した。スイスでは1991年8月18日付のアルバム・チャートで37位となるが、翌週にはチャート圏外に落ちた。

## 評価
第34回グラミー賞では、収録曲「カインド・オブ・バード」が最優秀ロック・インストゥルメンタル・パフォーマンス賞にノミネートされた。
Bruce Ederはオールミュージックにおいて5点満点中4.5点を付け「彼らのカムバック・アルバムに続く作品は、楽曲はより成熟し、即興演奏はより1970年代初頭の作品に近くなり、そして『ブラザーズ&シスターズ』以降の作品としては特に自信に満ちた内容で、大きな前進を果たした」と評している。また、John Swensonは1991年8月8日付の『ローリング・ストーン』誌のレビューで5点満点中4点を付け「ディッキー・ベッツとグレッグ・オールマンの最高のパフォーマンスによって、バンドは結成当初の魂と、音楽的な響きの両方を取り戻した」と評している。

## 収録曲
特記なき楽曲はディッキー・ベッツとウォーレン・ヘインズの共作。7.はインストゥルメンタル。
1. エンド・オブ・ザ・ライン "End of the Line" (Gregg Allman, Warren Haynes, Allen Woody, John Jaworowicz) – 4:38
2. バッド・レイン "Bad Rain" – 5:33
3. ノーバディ・ノウズ "Nobody Knows" (Dickey Betts) – 10:58
4. デザート・ブルース "Desert Blues" – 5:02
5. ゲット・オン・ウィズ・ユア・ライフ "Get On with Your Life" (G. Allman) – 6:58
6. ミッドナイト・マン "Midnight Man" – 4:39
7. カインド・オブ・バード "Kind of Bird" – 8:26
8. カモン・イン・マイ・キッチン "Come On in My Kitchen" (Robert Johnson / arranged by D. Betts) – 6:18

## 参加ミュージシャン
- グレッグ・オールマン - ボーカル、ハモンドオルガン、ピアノ
- ディッキー・ベッツ - ボーカル、リードギター、リズムギター、アコースティック・ギター、スライドギター
- ウォーレン・ヘインズ - リードギター、リズムギター、アコースティック・ギター、スライドギター、リゾネーター・ギター、バックグラウンド・ボーカル
- アレン・ウッディ - ベース、フレットレスベース、アコースティック・ベース
- ジェイ・ジョハンソン - ドラムス、パーカッション、バックグラウンド・ボーカル
- ブッチ・トラックス - ドラムス、パーカッション、バックグラウンド・ボーカル

アディショナル・ミュージシャン
- マーク・キニョーネス - コンガ、パーカッション